# شاهنامه طوپقاپوسرای

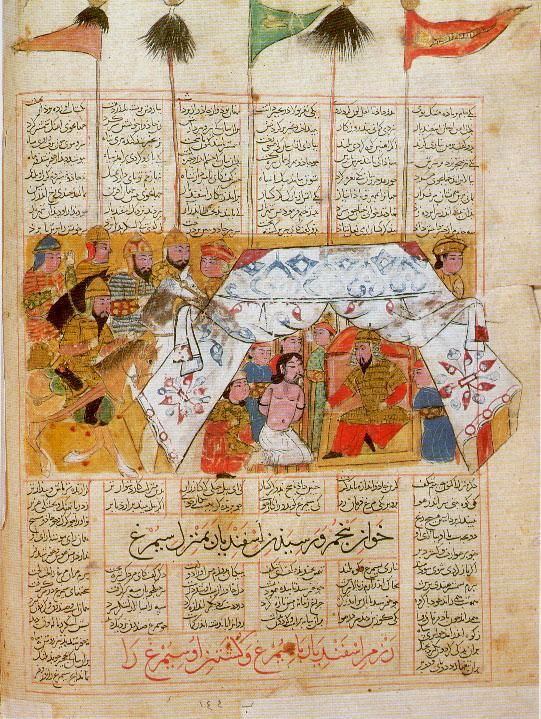
گرگسار، دست‌بسته مقابل اسفندیار زانو می‌زند.

شاهنامهٔ طوپقاپوسرای دست‌نویسی از شاهنامه فردوسی است، که سال ۷۳۱ ه‍.ق در شیراز تهیه‌شده و امروزه در کاخ طوپقاپو استانبول با شماره ثبت Hazine 1479 نگهداری می‌شود. این نسخه پس از شاهنامه فلورانس (۶۱۴ ه‍.ق) و شاهنامه لندن (۶۷۵ ه‍.ق) دیرینه‌ترین نسخه خطی شاهنامه از لحاظ تاریخ کتابت محسوب می‌شود. این شاهنامه همچنین کهن‌ترین نسخه مصور تاریخ‌دار در میان نسخه‌های خطی شاهنامه به‌حساب می‌آید. دست‌نویس طوپقاپوسرای شامل ۲۲۷ برگه و ۸۹ نگاره به‌سبک مکتب شیراز اول است. اشعار در شش ستون ۳۲ سطری به خط نسخ توسط شخصی با نام حسین بن علی بن حسین بهمنی به نگارش درآمده‌اند.
اگرچه این اثر کهن‌ترین نسخه تاریخ‌دار از شاهنامه‌های مصور است، اما به احتمال قوی کهن‌ترین نمونه مصور شناخته‌شده از شاهنامه‌ها نیست؛ زیرا دست‌کم چهار نسخه مصور دیگر از شاهنامه‌های متعلق به دوره ایلخانی نیز شناخته‌شده که گمان می‌رود در میان سال‌های ۷۰۰ تا ۷۳۷ ه‍.ق کتابت‌شده باشند، اما به‌سبب نداشتن تاریخ کتابت، ارزیابی دقیق از هنگام نگارش آن‌ها تا حدی دشوار است. مهم‌ترین نمونه این شاهنامه‌ها، نامور به شاهنامه بزرگ ایلخانی است. یک نسخه دیگر نیز علاوه بر نسخه‌های ذکرشده وجود دارد که امروزه «شاهنامه کاما» نامیده می‌شود. پیش‌تر برپایه ارزیابی‌های قدیمی تصور می‌شد که این نسخه به اواخر دوره سلجوقی یا به‌طور کلی حدود نیمه نخست سده هفتم ه‍.ق تعلق داشته باشد، ولی امروزه بنابر پژوهش‌های جدید، این نسخه را مربوط به سال‌های ابتدایی سده هشتم ه‍.ق یا حتی متأخرتر از این تاریخ دانسته‌اند.